# 電波之神神
電波之神神（日语：でんぱの神神），是2012年6月15日起每週五晚上6點（JSY），於網路電視台朝日電視動畫播出的綜藝節目。是電波組.inc的冠名節目。2013年4月起於BS朝日、2014年9月起於朝日頻道1播出。
節目內容以電波組.inc的成員訪問「神」一般令人崇拜的人物，以及演唱會幕後花絮等等所構成。讀賣新聞評論此節目：「氣氛熱鬧、正統派偶像節目」。

## 製作團隊
- 製作人：長谷川主水、岡田佳治
- 導演：真木大輔、北島清次、関谷優作、横堀健悟
- 企畫：鈴木さちひろ
- 統籌：海野至、蒲田幸成
- 動畫團隊：渕勇二、尾曲理、腰塚宗之
- 副導演：蓮井悠太、鹿野瞳、鈴木翔躍

## 節目播出時間
以下皆為日本標準時間（JST）。

### BS朝日
- 每週日凌晨2:00 - 2:30（2013年4月13日起）

### 朝日電視台頻道1
- 每週六凌晨1:30 - 2:00（2014年9月7日起），其播放的第1集是網路朝日電視動畫播出的第44集，集數不同請注意。

## 相關商品
- 「でんぱの神神」presents でんぱ組.incの妄想大百科（2014年1月31日、廣済堂出版、ISBN 9784331517970）
- 「でんぱの神神」DVDBOX vol.1 - 神BOXビリワン（2014年1月15日）
- 「でんぱの神神」DVDBOX vol.2 - 神BOXビリツー（2014年2月5日）
- 「でんぱの神神」DVDBOX vol.3 - 神BOXビリスリー（2014年10月1日）
- 「でんぱの神神」DVDBOX vol.4 - 神BOXビリフォー（2015年3月18日）
- 「でんぱの神神」DVDBOX vol.5 - 神BOXビリビリファイブ（2015年9月16日）

## 註腳
1. ↑  . OriconStyle (Oricon). 2014-09-04  [2015-08-26]. （原始内容存档于2015-06-30）.
2. 1 2  隆. . 讀賣新聞（東京夕刊、ラタ2） (讀賣新聞東京本社). 2013-05-01: 11 （日语）. - 2015年8月12日於YOMIDAS歷史館閱覽。